# Francisco Silva Cabrera
Francisco Evelio Sílva Cabrera (Presidente Franco, Paraguay; 18 de octubre de 1990) es un futbolista Paraguayo nacionalizado Ecuatoriano que juega de defensor.

## Trayectoria

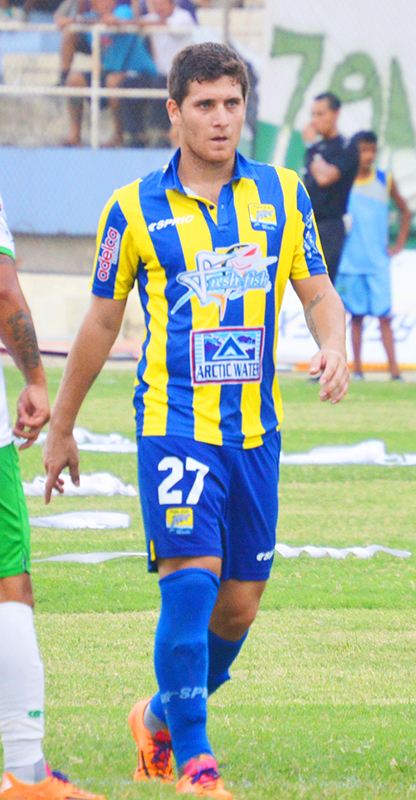
Francisco Silva en el 2014.

Francisco se inició en las divisiones menores del Libertad de su País, club donde debutaría en el 2009, después de una fractura en el tobillo en mayo del 2010, se truncó su futúro en el club "Gumarelo", tras vencer la lesión fue transferido al 3 de Febrero donde duró 2 temporadas, en el 2013 ficha para el Independiente FBC, y en el 2014 emigra al fútbol ecuatoriano Delfín S.C de la Serie B de ese País.

### Libertad
El Vikingo se inició en las formativas del Libertad club del que además es hincha, con los "Gumarelos" integró las categorías sub-18 y sub-20, donde consiguió campeonato juveniles, gracias a esto fue convocado a la selección de fútbol sub-20 de Paraguay y disputó Campeonato Sudamericano Sub-20 de 2009 y la Copa Mundial Sub-20 del mismo año, esto provocó el debut en el equipo de primera del Libertad, en el 2010 ya se estaba consagrando con su Club, incluso estaba siendo observado por clubes europeos, hasta que en un partido de reserva entre Libertad y Cerro Porteño disputado el 26 de mayo de 2010, el defensor sufrió una grave lesión que lo alejó de las canchas por lo que restaba de aquel torneo. En la desgraciada acción, el liberteño se adelantó al rival para cubrir el balón y tras el salto el cerrista terminó cayendo sobre él. Como consecuencia, Silva sufrió fracturas de los huesos del tobillo izquierdo, según confirmó el médico liberteño Digno Olivero.

### 3 de Febrero
Para la temporada 2011 y tras vencer la lesión fue cedido al Club Atlético 3 de Febrero de la Primera División de Paraguay para poder recuperar el nivel mostrado antes de sufrir la rotura del tobillo, nivel que no pudo mostrar en el club "Rojo", apenas logró disputar 5 de 22 encuentros y terminó descendiendo a la División Intermedia, en el 2012 continuó en las filas del 3 de Febrero pero también tuvo escasos minutos de juego de 30 partidos oficiales apenas pudo aparecer en 6.

### Independiente FBC
En el año 2013 el Vikingo, partió al Independiente de Campo Grande que aspiraba el ascenso, aunque no se consiguió el objetivo el desempeño del equipo no fue tan malo ubicándose en la sexta casilla, consiguiendo 47 puntos a solo 4 puntos de los puestos de ascenso, para Francisco resultó un año irregular ya que solamente jugó 13 partidos de 30 posibles.

### Delfín
En el 2014 por primera vez el Vikingo jugaría en el extranjero, ya que ese año fichó para el Delfín Sporting Club de la Serie B de Ecuador, este club es el más grande de su Ciudad y recién había logrado ascender después de 7 años, Francisco por problemas personales tuvo problemas para salir de Paraguay, incluso apareció el Atlético Bucaramanga de Colombia para ficharlo aquella temporada, tras superar rumores y problemas personales, fue presentado oficialmente como jugador de Delfín Sporting Club el 19 de febrero, apenas 9 días después y sin haber realizado la pretemporada debutó en la primera fecha del Campeonato Ecuatoriano de Fútbol Serie B 2014 ante el Club Deportivo River Ecuador, no fue el mejor debut ya que su club perdió 2 a 0 pero dejó una gran impresión a la hinchada "Cetácea" por su entrega y garra dentro de la cancha, aquellas virtudes las demostró a lo largo del torneo y aunque el equipo no logró el ascenso, Francisco se convirtió en el mejor jugador de su club, disputando 39 encuentros todos como titular y marcando 3 goles.
La nueva dirigencia del club planteó un ambicioso proyecto para ascender al equipo, el Vikingo estaba ratificado pero al igual que el año anterior tuvo problemas para salir de su País, y arribó a Ecuador pocos días antes de la presentación oficial del plantel 2015, tras una espectacular campaña logran el ascenso a la Serie A y nuevamente fue una pieza fundamental de su club.
Ya en la serie A, el año 2016 ha sido regular para el equipo volviéndose fuerte como local y manteniendo la categoría. El defensor paraguayo ha sido nuevamente pilar fundamental en el Delfín Sporting Club, siendo muy regular en la temporada.
En el 2017 suma 150 partidos jugados con el cuadro cetáceo y consigue ganar la primera etapa del fútbol ecuatoriano, asegurándose un cupo para Copa Libertadores y el puesto para la final del campeonato ecuatoriano de fútbol, la cual finalmente la perderían ante el Club Sport Emelec por un global de 6-2. Silva jugó la final de ida pero un acto de indisciplina hizo que no sea tomado en cuenta para la final de vuelta.

### Emelec
En el año 2018 el Club Sport Emelec anuncia la contratación del jugador nacionalizado ecuatoriano Francisco Silva, que firmó contrato por 3 temporadas.
El 10 de marzo de 2018 con un cabezazo marcó su primer gol abriendo el marcador en la victoria 4-1 del Club Sport Emelec vs el Deportivo Cuenca. Este hecho causó admiracion en la exigente fanaticada azul.

### Fuerza Amarilla
Para la temporada 2019 es fichado por Fuerza Amarilla de la ciudad de Machala.

### Mushuc Runa SC
A mediados de la temporada 2019 cambia de club fichando por Mushuc Runa SC.

### Rubio Ñu
En 2021 jugó en Rubio Ñu de la Segunda División de Paraguay.

### Independiente Petrolero
En enero de 2022 fue fichado por Independiente Petrolero para disputar la Copa Libertadores.

## Selección nacional
Ha sido internacional con la selección de Paraguay Sub-20 que compitió en el Campeonato Sudamericano de 2009 disputado en Venezuela, y el Mundial de Egipto de ese mismo año.

### Participaciones en Copas del Mundo
| Mundial                     | Sede   | Resultado        | Partidos | Goles |
| --------------------------- | ------ | ---------------- | -------- | ----- |
| Copa Mundial Sub-20 de 2009 | Egipto | Octavos de final | 4        | 0     |

## Clubes
| Club                    | País     | Año         |
| ----------------------- | -------- | ----------- |
| Libertad                | Paraguay | 2009 - 2010 |
| 3 de Febrero            | Paraguay | 2011 - 2012 |
| Independiente FBC       | Paraguay | 2013        |
| Delfín SC               | Ecuador  | 2014 - 2017 |
| Club Sport Emelec       | Ecuador  | 2018        |
| Fuerza Amarilla SC      | Ecuador  | 2019        |
| Mushuc Runa SC          | Ecuador  | 2019        |
| Rubio Ñu                | Paraguay | 2020-2021   |
| Independiente Petrolero | Bolivia  | 2022        |

## Palmarés

### Campeonatos nacionales
| Título           | Club     | País     | Año    |
| ---------------- | -------- | -------- | ------ |
| Primera División | Libertad | Paraguay | 2010-C |
| Serie B          | Delfín   | Ecuador  | 2015   |

### Campeonatos internacionales
| Título                         | Selección | Lugar      | Año  |
| ------------------------------ | --------- | ---------- | ---- |
| Campeonato Sudamericano Sub-20 | Paraguay  | Subcampeón | 2009 |